# Băbească neagră
Babeasca Neagră (également Rară Neagră) est un cépage ayant pour origines la Moldavie et la Roumanie. Il est présent dans le sud de la Moldavie et en Roumanie dans les régions de Moldavie, Dobroudja et Valachie ce qui en fait le deuxième cépage le plus planté en Roumanie. On le trouve également en Ukraine et à New York, aux États-Unis, où le cépage est connu sous le nom de Sereksiya Charni.
La plupart des vins produits à partir de Băbească Neagră sont des vins rouges légers et fruités.
Étant un ancien cépage, le Băbească neagră a présenté d'importantes variations clonales, notamment Copceac - une variation avec de plus grosses baies -, Coada Rândunicii (Machaon) - une variation avec une grappe coupée en deux - et Coada Vulpii (Foxtail) - une variation qui a un prolongement cylindrique de la groupe-. Il a également produit au fil des ans deux mutations de couleur, dont une mutation à baies roses appelée Băbească gri en Roumanie et Sereksiya rose à Finger Lakes, et une mutation à baies blanches connue sous le nom de Băbească albă.

## Histoire

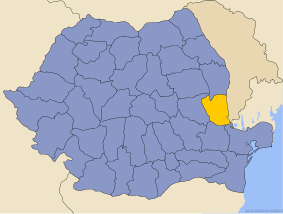
Le comté de Galați, d'où l'on pense que Băbească neagră est originaire.

Les ampélographes pensent que le Băbească neagră est un cépage très ancien dont la première mention remonte au début du XIVe siècle. Alors que le raisin est cultivé en Roumanie et en Moldavie, la région la plus souvent associée au lieu de naissance de Băbească neagră est la région de Nicorești, du comté de Galați dans la moitié orientale de la Roumanie qui borde la Moldavie.

## Viticulture

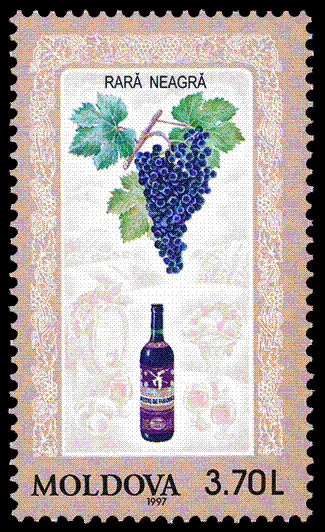
Rară Neagră sur un timbre moldave

Le Băbească neagră est un cépage tardif qui est également un cépage à débourrement moyen à tardif qui contribue à la rusticité du raisin et à sa résistance aux aléas viticoles du gel précoce du printemps. Pendant les hivers froids d'Europe de l'Est, Băbească neagră est capable de résister à de basses températures. Cependant, les grappes sont très sensibles aux risques de pourriture botrytique, du mildiou et de l'oïdium ainsi qu'à la sécheresse pendant la saison de croissance.
Alors que Băbească neagră a de nombreuses mutations clonales différentes, comme le pinot noir et le grenache, il a également deux mutations de couleur notables : un Băbească albă à baies blanches et un Băbească gri à baies roses qui sont cultivés autour de Huși dans le comté de Vaslui.

## Régions viticoles

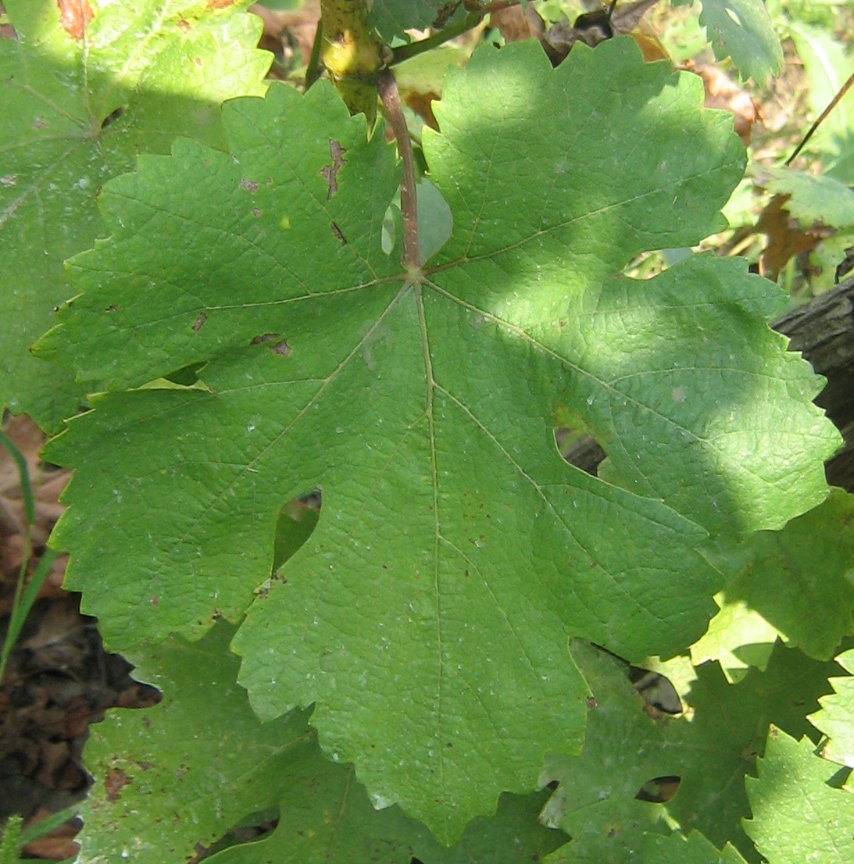

La plupart des plantations de Băbească neagră se trouvent en Roumanie où, en 2008, il y avait 4516 hectares en culture. La plupart de ces plantations se trouvent dans le comté de Galați, en particulier autour des communes de Nicorești. Des plantations importantes peuvent également être trouvées autour d' Odobești dans le comté de Vrancea et dans les sols sableux des vignobles le long du Danube qui forme la frontière sud de la Roumanie avec la Serbie et la Bulgarie.
En dehors de la Roumanie, le raisin se trouve en Moldavie, en Ukraine et aux États-Unis. Băbească neagră se trouve sur des superficies limitées dans la région des Finger Lakes de l’État de New York, où cette variété a été cultivée avec succès à l'origine par Konstantin Frank. Appelé là Sereksiya Charni (le nom russe), il est utilisé par McGregor Vineyard pour créer un vin rouge aromatique et fruité (appelé « Black Russian »), assemblé avec du Saperavi .

### Moldavie
En Moldavie, le Băbească neagră est un cépage tardif qui donne des vins rouges typiquement riches en acide et pouvant présenter un caractère fruité prononcé. Il est à l'origine de la renommée des vins Purcari au XVIIIe siècle, avant l'introduction du Cabernet sauvignon en Moldavie. Ce cépage est utilisé comme composant principal d'assemblage dans le vin Purcari, Negru de Purcari.

## Récoltes

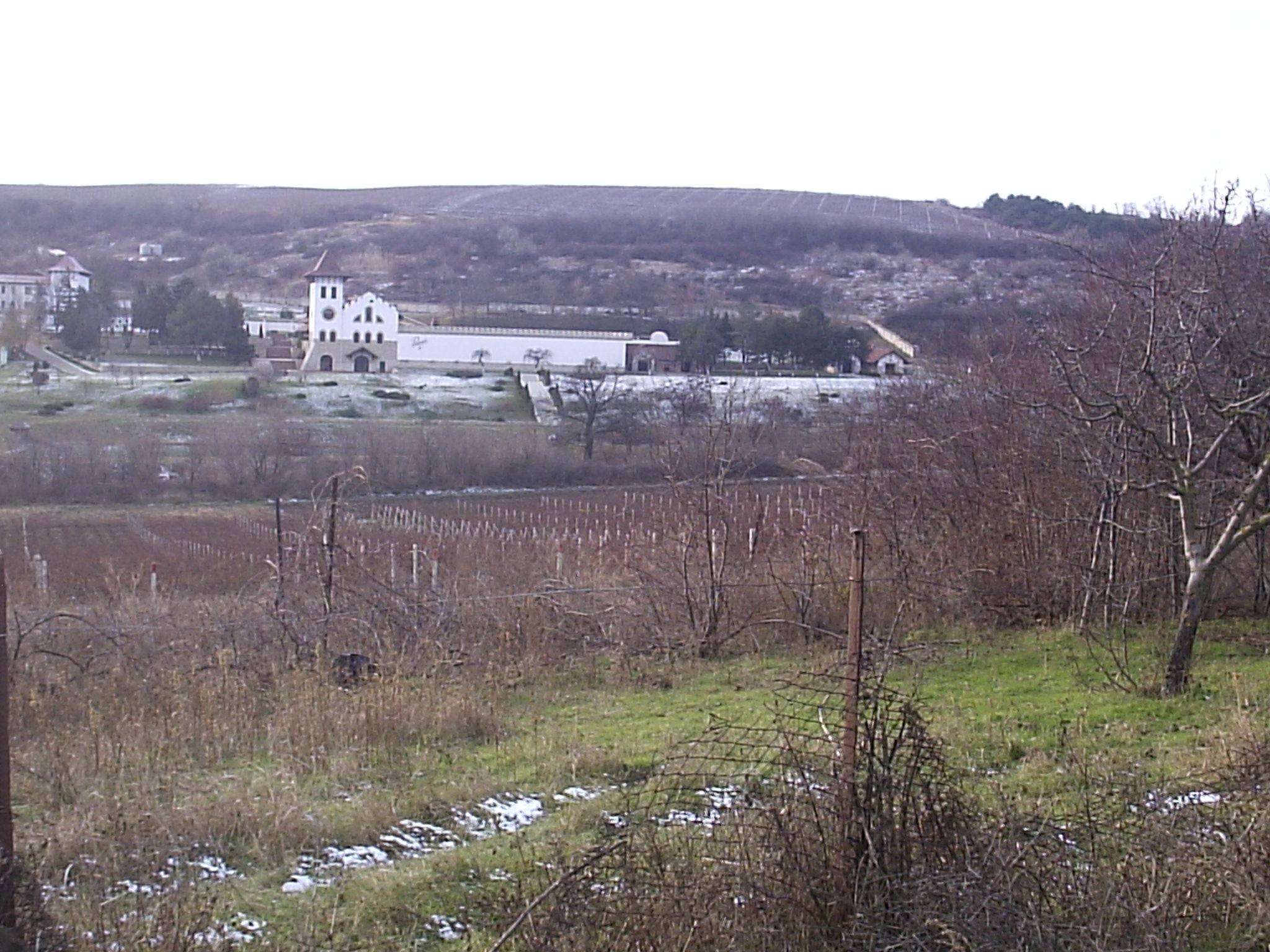
La région de Pucari en Moldavie où Băbească neagră est souvent mélangé avec du Cabernet Sauvignon.

Selon Master of Wine, Băbească neagră a tendance à produire des vins rouges pâles, légers et fruités avec une acidité notable et une note caractéristique de griotte. La mutation de couleur en baies roses de duBăbeasc a tendance à produire des vins blancs minéralisés avec des notes de citron vert.

## Synonymes
Au fil des ans, Băbească neagră a été connu sous divers synonymes, notamment : Aldarusa, Asil Kara, Asîl Kara (dans la République du Daghestan ), Băbească, Babeasca, Babiasca niagra, Babiaska niagra, Bobiaska niagra, Bobyaksa nigra, Bobyaskaărugra, Căld, Caldarusa, Chernyi Redkii (en Ukraine), Chernyl Redkyl, Ciornai Redchii, Crăcană, Cracana, Crăcǎnatǎ, Cracanata, Crecanate, Goldaroucha, Grossmuttertraube, Hexentraube, Kaouchanskii, Koldaroucha, Koldarusha, Koldursha, Chakkatak, Koldursha, Chakkatak, Rară Neagră, Răşchirată, Raschirata, Rastopirka, Rastopirka, Rastrepa, Rastreppa, Rastriopa (en Moldavie), Redkyi Chernyi, Rekhavo Grazdi, Rekhavo Grozdi, Rekhavo Grozdy, Richkirate, Richkiriata, Riedatakym, Riedimki Rate, Raubetr surate, Raubeski Ratemu Rostopiska, Rostopoveska, Rychkirate, Rymourate, Rympurate, Ryshkirate, Saesser, Sassep, Sasser, Serecsia, Serecsia Ciornaia (en Moldavie), Serectia, Sereksia (en Ukraine), Sereksia Chornaya, Se reksiya (aux États-Unis), Sereksiya Chernaya, Sereksiya Tschiornaya, Serexia, Serexia noir, Serexia Tcheurnaia, Sesser, Stropaty, Stropatyi, Tchernyi Redkii, Tcheurny Redky, Timofeevka, Tsotler et Tsotlyar,.